# کورت کوران
کورت کوران (آلمانی: Curt Courant؛ ۱۱ مه ۱۸۹۹ – ۲۰ آوریل ۱۹۶۸) یک فیلم‌بردار اهل آلمان بود. وی بین سال‌های ۱۹۱۷ تا ۱۹۶۲ میلادی فعالیت می‌کرد.

## فیلم‌شناسی
- پتر کبیر (۱۹۲۲)
- شهر آوازه‌خوانی (۱۹۳۰)
- دخترخاله ورشویی من (۱۹۳۱)
- شهر ترانه (۱۹۳۱)
- پسری از آمریکا (۱۹۳۲)
- دوک آهنی (۱۹۳۴)
- مردی که زیاد می‌دانست (۱۹۳۴)
- مرد درون آینه (۱۹۳۶)
- حیوان آدم‌نما (۱۹۳۸)
- موسیو وردو (۱۹۴۷)